# Accademia Salentina degli Scacchi
Accademia Salentina degli Scacchi – włoski klub szachowy z siedzibą w Pisignano.

## Historia
Klub został założony w lipcu 1995 roku. Oficjalną działalność rozpoczął w lutym 1996 roku, przy tej okazji gościnnej symultany udzielił Sergio Mariotti. W 2008 roku klub zdobył wicemistrzostwo Włoch, ulegając jedynie CS R. Fischer Chieti. W składzie drużyny znajdowali się wówczas m.in. Luca Shytaj i Spartaco Sarno. W sezonie 2009 zespół uzyskał szóste miejsce w Serie Master, po czym wycofał się z ligi.